# Вусач ліщиновий
Вусач ліщиновий (Oberea linearis L.) — жук підродини ляміїнів родини вусачів. Шкідник горіхоплідних рослин. В Україні шкодить ліщині та волоському горіхові. Поширений у південно-західних районах та гірському Криму.

## Опис
Жуки чорні, 11-14 мм завдовжки, у чорних волосках, ноги та щупики жовті. Передньоспинка попереду основи без глибокої перетяжки. Очі не зовсім розділені на дві частини, черевце довге.

## Поведінка
Пошкоджує ліщину, рідше бук, граб, в'яз, вільху, волоський горіх, каштан. Самка відкладає яйця у вигризену насічку, потім надгризає кору над місцем кладки, внаслідок чого пагін засихає і легко ламається. Характерна ознака заселення вусачем — надламаний або висячий на рештках кори пагін. Заселює гілки, тонкі штамбики, молоді пагони. Генерація дворічна.